# Лоринг, Линн
Линн Ло́ринг (англ. Lynn Loring; 14 июля 1943, Манхэттен, Нью-Йорк — 23 декабря 2023, Лос-Анджелес, Калифорния) — американская актриса телевидения, продюсер. Менее известна как киноактриса.

## Биография
Линн Цимринг (настоящее имя актрисы) родилась 14 июля 1944 года в Нью-Йорке. С 1952 года Линн Лоринг (такой актёрский псевдоним ей выбрали продюсеры) начала сниматься для телевидения, с 1961 года, сразу после окончания старшей школы, — в кинофильмах, но на широком экране появилась, в итоге, лишь трижды за всю свою карьеру. В 1975 году Лоринг закончила сниматься, после этого немного работала кино- и телепродюсером (семь фильмов и сериалов с 1979 по 1993 год), а также в 1982—1983 годах была исполнительным директором креативного отдела в трёх телефильмах и двух телесериалах.
В конце 1980-х годов Лоринг некоторое время занимала пост президента MGM Television, став одной из первых женщин Голливуда на столь высокой должности.

### Личная жизнь
28 мая 1967 года Лоринг вышла замуж за известного актёра Роя Тиннеса. В 1984 году пара развелась, от брака осталось двое детей: сын Кристофер (род. 1969) и дочь Кейси-Ли (род. 1974).
В 1988 году Лоринг вышла замуж за адвоката по имени Майкл Бергман.

## Фильмография

### Широкий экран
- 1961 — Великолепие в траве / Splendor in the Grass — Кэролин
- 1962 — Точка давления / Pressure Point — еврейка
- 1969 — Путешествие по ту сторону Солнца[англ.] / Doppelgänger — Шэрон Росс

### Телевидение
- 1951 — Комедийный час Colgate[англ.] / The Colgate Comedy Hour — в роли самой себя (в эпизоде № 1.32)
- 1951, 1958 — Круглый театр Армстронга[англ.] / Armstrong Circle Theatre — Люси Херманн (в 2 эпизодах)
- 1952, 1954 — Студия Один[англ.] / Studio One — разные роли (в 2 эпизодах)
- 1952—1956 — В поисках завтрашнего дня / Search for Tomorrow — Пэтти Бэррон (в 37 эпизодах)
- 1955 — Омнибус[англ.] / Omnibus — Ева (в выпуске Uncle Tom’s Cabin)
- 1960 — Пьеса недели[англ.] / The Play of the Week — Оливия (в эпизоде Climate of Eden)
- 1961 — Автобусная остановка[англ.] / Bus Stop — Анабель Дженкинс (в эпизоде The Runaways)
- 1961, 1964 — Защитники / The Defenders — разные роли (в 2 эпизодах[англ.])
- 1962 — Караван повозок[англ.] / Wagon Train — Кэти Дженнингс (в эпизоде The Lonnie Fallon Story[англ.])
- 1962 — Цель — коррупционеры![англ.] / Target: The Corruptors! — Терри Фармер (в эпизоде Fortress of Despair)
- 1962 — Успех Доби Гиллис[англ.] / The Many Loves of Dobie Gillis — Эдвина Кегел (в 2 эпизодах[англ.])
- 1962—1963 — Честный обмен / Fair Exchange — Пэтти Уокер (в 20 эпизодах)
- 1963 — Дымок из ствола / Gunsmoke — Мэйбелл Хэк (в эпизоде Pa Hack's Brood[англ.])
- 1964 — Величайшее шоу на Земле[англ.] / The Greatest Show on Earth — Айви Хэтч (в эпизоде You’re All Right, Ivy)
- 1964 — Перри Мейсон / Perry Mason — Сьюзан Фостер (в эпизоде The Case of the Paper Bullets)
- 1964 — Даниэль Бун[англ.] / Daniel Boone — Текавита МакЛеод (в эпизоде Tekawitha McLeod)
- 1964 — Мистер Новак[англ.] / Mr. Novak — Джун (в эпизоде Born of Kings and Angels)
- 1964 — Альфред Хичкок представляет / Alfred Hitchcock Presents — разные роли (в 2 эпизодах)
- 1965 — ФБР / The F.B.I. — Барбара Эрскайн (в 12 эпизодах[англ.])
- 1965 — Большая долина / The Big Valley — Мэйбелл (в эпизоде Judgement in Heaven)
- 1966 — Правосудие Бёрка[англ.] / Burke’s Law — Энн Роджерс, она же Анна Родригес (в 2 эпизодах)
- 1966 — Дикий, дикий Уэст[англ.] / The Wild Wild West — Карма Васкес (в эпизоде The Night of the Flaming Ghost[англ.])
- 1966 — Человек, которого звали Шенандоа[англ.] / A Man Called Shenandoah — Джоселин Мур (в эпизоде Run and Hide)
- 1966 — Бонанза / Bonanza — Лори Фергюсон (в эпизоде Something Hurt, Something Wild[англ.])
- 1967 — Боб Хоуп представляет Театр Крайслера[англ.] / Bob Hope Presents the Chrysler Theatre — Джоанна (в эпизоде Dead Wrong)
- 1967 — Захватчики[англ.] / The Invaders — Мадлен Флэгг (в эпизоде Panic)
- 1967 — Человек от Д.Я.Д.И.[англ.] / The Man from U.N.C.L.E. — разные роли (в 2 эпизодах[англ.])
- 1968 — Три моих сына[англ.] / My Three Sons — Денайс Робинсон (в эпизоде The Perfect Separation)
- 1968, 1970 — Лансер[англ.] / Lancer — разные роли (в 2 эпизодах)
- 1970 — Бессмертный[англ.] / The Immortal — Грейс Ли Кэнби (в эпизоде To the Gods Alone)
- 1970, 1972 — Отряд «Стиляги»[англ.] / The Mod Squad — разные роли (в 2 эпизодах)[6]
- 1971 — Молодые адвокаты[англ.] / The Young Lawyers — Бонни Де Пальма (в эпизоде Legal Maneuver)
- 1971 — Чёрный полдень[англ.] / Black Noon — Лорна Кейс[7]
- 1972 — История с привидениями[англ.] / Ghost Story — Джанет (в эпизоде Touch of Madness)
- 1973 — Ужас на высоте 37 000 футов[англ.] / The Horror at 37,000 Feet — Маня[7]
- 1973 — Возвращение в Пейтон-Плейс[англ.] / Return to Peyton Place — Бетти Андерсон (в эпизоде № 1.374)
- 1974 — Женщина-полицейский / Police Woman — Джанет Ричардс (в эпизоде Flowers of Evil)
- 1975 — Бойня в Канзас-Сити[англ.] / The Kansas City Massacre — Вай Морленд

### Продюсер
- 1981 — Лучшая девочка на свете[англ.] / The Best Little Girl in the World
- 1981 — Сиззл / Sizzle
- 1983 — Мистер мама / Mr. Mom
- 1983 — Создание манекенщика[англ.] / Making of a Male Model
- 1984 — Блеск[англ.] / Glitter — 13 эпизодов
- 1993 — Я и ребёнок / Me and the Kid

### Исполнительный директор креативного отдела
- 1982 — Мэтт Хьюстон[англ.] / Matt Houston — пилотный эпизод X-22
- 1982 — Не засыпай[англ.] / Don't Go to Sleep
- 1983 — Отель / Hotel — пилотный эпизод Hotel
- 1983 — Создание манекенщика[англ.] / Making of a Male Model